# Циян
Ция́н (кит. упр. 祁阳, пиньинь Qíyáng, буквально: «с «янской» стороны от горы Цишань») — уезд городского округа Юнчжоу провинции Хунань (КНР).

## История
Изначально эти земли были частью уезда Цюаньлин. В эпоху Троецарствия в 268 году из уезда Цюаньлин был выделен уезд Циян.
После образования КНР в 1949 году был создан Специальный район Юнчжоу (永州专区), и уезд вошёл в его состав. В мае 1950 года Специальный район Юнчжоу был переименован в Специальный район Линлин (零陵专区).
25 апреля 1952 года восточная часть уезда Циян была выделена в отдельный уезд Цидун. В октябре 1952 года Специальный район Линлин был расформирован, и уезд перешёл в состав новой структуры — Сяннаньского административного района (湘南行政区). В 1954 году Сяннаньский административный район был упразднён, и уезд вошёл в состав Специального района Хэнъян (衡阳专区).
В декабре 1962 года был воссоздан Специальный район Линлин, и уезд вернулся в его состав.
В 1968 году Специальный район Линлин был переименован в Округ Линлин (零陵地区).
Постановлением Госсовета КНР от 21 ноября 1995 года округ Линлин был преобразован в городской округ Юнчжоу.

## Административное деление
Уезд делится на 3 уличных комитета, 20 посёлков, 2 волости и 1 национальную волость.